# Filmografia sportiva
Elenco, non esaustivo, di film e documentari ad argomento sportivo o in cui lo sport sia un elemento rilevante della trama.
I film sono elencati in ordine cronologico per disciplina sportiva.

## Automobilismo
- L'urlo della folla (The Crowd Roars), regia di Howard Hawks (1932)
- Indianapolis (To Please a Lady), regia di Clarence Brown (1950)
- Bolide rosso (Johnny Dark), regia di George Sherman (1954)
- Destino sull'asfalto (The Racers), regia di Henry Hathaway (1955)
- Grand Prix, regia di John Frankenheimer (1966)
- Indianapolis pista infernale, regia di James Goldstone (1969)
- Formula 1 - Nell'inferno del Grand Prix, regia di Guido Malatesta (1970)
- Le 24 Ore di Le Mans, regia di Lee H. Katzin (1971)
- Un attimo, una vita, regia di Sydney Pollack (1977)
- Giorni di tuono, regia di Tony Scott (1990)
- Driven, regia di Renny Harlin (2001)
- Velocità massima, regia di Daniele Vicari (2002)
- Adrenalina blu - La leggenda di Michel Vaillant, regia di Louis-Pascal Couvelaire (2003)
- Cars - Motori ruggenti, regia di John Lasseter (2006)
- Ricky Bobby - La storia di un uomo che sapeva contare fino a uno (2006)
- Speed Racer, regia dei fratelli Wachowski (2008)
- Senna, regia di Asif Kapadia (2010)
- Cars 2, regia di Brad Lewis e John Lasseter (2011)
- Rush, regia di Ron Howard (2013)
- Veloce come il vento, regia di Matteo Rovere (2016)
- Cars 3, regia di Brian Fee (2017)
- Le Mans '66 - La grande sfida (Ford v Ferrari), regia di James Mangold (2019)
- Ferrari, regia di Michael Mann (2023)
- F1 - Il film (F1: The Movie), regia di Joseph Kosinski (2025)

## Alpinismo
- La tragedia di Pizzo Palù (Die weiße Hölle vom Piz Palü), regia di Arnold Fanck e Georg Wilhelm Pabst (1929)
- Cinque giorni una estate (Five Days One Summer), regia di Fred Zinnemann (1982)
- K2 - L'ultima sfida, regia di Franc Roddam (1991)
- Cliffhanger, regia di Renny Harlin (1993)
- La morte sospesa (Touching the Void), regia di Kevin Macdonald (2003)
- North Face - Una storia vera, regia di Philipp Stölzl (2008)
- 127 ore, regia di Danny Boyle (2010)
- Nanga Parbat, regia di Joseph Vilsmaier (2010)
- Everest, regia di Baltasar Kormákur (2015)

## Apnea
- Le Grand Bleu, regia di Luc Besson (1988)
- Ocean Men: Extreme Dive, regia di Bob Talbot (2001)
- Apnea, regia di Roberto Dordit (2005)
- Senza limiti, regia di David Rosenthal (2022)

## Arti marziali miste
- Confessions of a Pit Fighter, regia di Art Camacho (2005)
- No Rules, regia di Gerry Anderson (2005)
- Pit Fighter, regia di Jesse V. Johnson (2005)
- Undisputed II: Last Man Standing, regia di Isaac Florentine (2006)
- Flash Point, regia di Wilson Yip (2007)
- Scorpion, regia di Julien Seri (2007)
- Never Back Down - Mai arrendersi, regia di Jeff Wadlow (2008)
- Redbelt, regia di David Mamet (2008)
- Ip Man, regia di Wilson Yip (2008)
- Blood and Bone, regia di Ben Ramsey (2009)
- Fighting, regia di Dito Montiel (2009)
- Never Surrender, regia di Hector Echavarria (2009)
- The Red Canvas, regia di Kenneth Chamitoff e Adam Boster (2009)
- The Hammer, regia di Oren Kaplan (2010)
- Undisputed III: Redemption, regia di Isaac Florentine (2010)
- Unrivaled, regia di Hector Echavarria (2010)
- Never Back Down - Combattimento letale, regia di Michael Jai White (2011)
- Warrior, regia di Gavin O'Connor (2011)
- Colpi da maestro, regia di Frank Coraci (2012)
- Un sapore di ruggine e ossa, regia di Jacques Audiard (2012)
- Fists of Legend, regia di Kang Woo-suk (2013)
- Unbeatable, regia di Dante Lam (2013)
- Brothers, regia di Karan Malhotra (2015)

## Atletica leggera
- Un americano a Oxford, regia di Jack Conway (1938)
- Pelle di rame, regia di Michael Curtiz (1951)
- Cammina, non correre, regia di Charles Walters (1966)
- Gioventù, amore e rabbia, regia di Tony Richardson (1962)
- La corsa di Jericho, regia di Michael Mann (1979)
- Running - Il vincitore, regia di Steven Hilliard Stern (1979)
- Momenti di gloria, regia di Hugh Hudson (1981)
- Gli anni spezzati, regia di Peter Weir (1981)
- Due donne in gara, regia di Robert Towne (1982)
- Running Brave, regia di D.S. Everett (1983)
- 16 giorni di gloria, regia di Bud Greenspan (1986)
- Un ragazzo di Calabria, regia di Luigi Comencini (1987)
- Marathon, regia di Terence Young (1988)
- Prefontaine, regia di Steve James (1997)
- Without Limits, regia di Robert Towne (1998)
- L'atleta - Abebe Bikila, regia di Davey Frankel (2009)
- Il sogno del maratoneta, regia di Leone Pompucci (2012)
- Bhaag Milkha Bhaag, regia di Rakeysh Omprakash Mehra (2013)
- Unbroken (2014), regia di Angelina Jolie
- Race - Il colore della vittoria, regia di Stephen Hopkins (2016)

## Baseball
- His Last Game, regia di Harry Solter (1909)
- Rube Marquard Marries, (1912)
- Rube Marquard Wins, (1912)
- The Fable of the Kid Who Shifted His Ideals to Golf and Finally Became a Baseball Fan and Took the Only Known Cure, (1916)
- The Pinch Hitter, regia di Victor Schertzinger (1917)
- L'idolo delle folle, regia di Sam Wood (1942)
- L'ultima sfida, regia di Roy Del Ruth (1948)
- Facciamo il tifo insieme, regia di Busby Berkeley (1949)
- Il ritorno del campione, regia di Sam Wood (1949)
- Prigioniero della paura, regia di Robert Mulligan (1957)
- Batte il tamburo lentamente, regia di John D. Hancock (1973)
- Che botte se incontri gli "Orsi" (The Bad News Bears), regia di Michael Ritchie (1976)
- Gli Orsi interrompono gli allenamenti (The Bad News Bears Breaking Training), regia di Michael Pressman (1977)
- Gli Orsi vanno in Giappone (The Bad News Bears Go to Japan), regia di John Berry (1978)
- Il migliore (The Natural), regia di Barry Levinson (1984)
- Bull Durham - Un gioco a tre mani (Bull Durham), regia di Ron Shelton (1988)
- Otto uomini fuori, regia di John Sayles (1988)
- Major League - La squadra più scassata della lega (1989)
- L'uomo dei sogni (Field of Dreams), regia di Phil Alden Robinson (1989)
- The Babe - La leggenda, regia di Arthur Hiller (1992)
- Campione per forza (Mr. Baseball), regia di Fred Schepisi (1992)
- Ragazze vincenti, regia di Penny Marshall (1992)
- La recluta dell'anno, regia di Daniel Stern (1993)
- Cobb, regia di Ron Shelton (1994)
- Major League - La rivincita (Major League II), regia di David S. Ward (1994)
- The Fan - Il mito (The Fan), regia di Tony Scott (1996)
- Ed - Un campione per amico, regia di Bill Couturie (1996)
- Major League - Back to the Minors (Major League III), regia di John Warren (1998)
- Gioco d'amore, regia di Sam Raimi (1999)
- Me and Dad, regia di Kara Harshbarger (1999)
- Hardball, regia di Brian Robbins (2001)
- Il sogno di un'estate, regia di Michael Tollin (2001)
- Un sogno, una vittoria, regia di John Lee Hancock (2002)
- Battlefield Baseball, regia di Yūdai Yamaguchi (2003)
- Bad News Bears - Che botte se incontri gli Orsi, regia di Richard Linklater (2005)
- L'amore in gioco, regia di Peter e Bobby Farrelly (2005)
- Piccolo grande eroe, regia di Colin Brady e Dan St. Pierre (2006)
- Gli scaldapanchina, regia di Dennis Dugan (2007)
- La partita perfetta (The Perfect Game), regia di William Dear (2009)
- Chasing 3000, regia di Gregory J. Lanesey (2010)
- L'arte di vincere (Moneyball), regia di Bennett Miller (2011)
- Di nuovo in gioco (Trouble with the Curve), regia di Robert Lorenz (2012)
- 42 - La vera storia di una leggenda americana (42), regia di Brian Helgeland (2013)
- Brothers in exile, regia di Mario Diaz (2014)
- Million dollar arm, regia di Craig Gillespie (2014)
- The day. The series stopped, regia di Ryan Fleck 2014)
- Doc & Darryl (2018)

## Beach volley
- Il re della spiaggia (Side Out), regia di Peter Israelson (1990)

## Biliardo
- Lo spaccone, regia di Robert Rossen (1961)
- Baltimore Bullet, regia di Robert Ellis Miller (1980)
- Io, Chiara e lo Scuro, regia di Maurizio Ponzi (1982)
- Casablanca, Casablanca, regia di Francesco Nuti (1985)
- Il colore dei soldi, regia di Martin Scorsese (1986)
- Il signor Quindicipalle, regia di Francesco Nuti (1998)

## Bowling
- Kingpin, regia di Peter e Bobby Farrelly (1996)
- Il grande Lebowski, regia di Joel Coen (1998)
- La squadra di bowling Alley Cats (Alley Cats Strike), regia di Rod Daniel (2000)

## Bob
- Cool Runnings - Quattro sottozero, regia di Jon Turteltaub (1993)

## Canottaggio
- Oxford University, regia di Robert Boris (1984)
- Nato per vincere (The Boy in Blue), regia di Charles Jarrott (1986)
- Una storia italiana, regia di Stefano Reali (1992)
- True Blue - Sfida sul Tamigi, regia di Ferdinand Fairfax (1996)

## Ciclismo
- Totò al giro d'Italia regia di Mario Mattoli (1948)
- All American Boys (Breaking Away), regia di Peter Yates (1979)
- Il vincitore (American Flyers), regia di John Badham (1985)
- Il grande Fausto, regia di Alberto Sironi (1995)
- Le vélo de Ghislain Lambert, regia di Philippe Harel (2001)
- Lo scozzese volante (The Flying Scotsman), regia di Douglas Mackinnon (2005)
- Gino Bartali - L'intramontabile, regia di Alberto Negrin (2006)
- Marco Pantani - Il pirata, regia di Claudio Bonivento (2007)
- La leggenda del bandito e del campione, regia di Lodovico Gasparini (2010)
- L'ultimo chilometro, regia di Paolo Casalis (2012)
- Slipstream the Race - Noemi Cantele, regia di Roberto Minervino, Flaviano Ossola e Matteo Ferrari (2012)
- Mi chiamava Valerio, Patrizio Bonciani e Igor Biddau (2013)
- The Program, regia di Stephen Frears (2015)

## Cricket
- Lagaan - C'era una volta in India, regia di Ashutosh Gowariker (2001)

## Curling
- La mossa del pinguino, regia di Claudio Amendola (2014)

## Dodgeball
- Palle al balzo - Dodgeball, regia di Rawson Marshall Thurber (2004)

## Equitazione e ippica
- Gran Premio (National Velvet), regia di Clarence Brown (1944)
- Una corsa sul prato (International Velvet), regia Bryan Forbes (1978)
- Black Stallion (The Black Stallion), regia di Carroll Ballard (1979)
- Corri, cavallo, corri (Phar Lap), regia di Simon Wincer (1983)
- Seabiscuit - Un mito senza tempo (Seabiscuit), regia di Gary Ross (2003)
- Young Black Stallion, regia di Simon Wincer (2003)
- Oceano di fuoco - Hidalgo (Hidalgo), regia di Joe Johnston (2004)
- Dreamer - La strada per la vittoria (Dreamer: Inspired By a True Story), regia di John Gatins (2005)
- Moondance Alexander, diretto da Michael Damian (2007)
- Un anno da ricordare (Secretariat), diretto da Randall Wallace (2010)

## Football americano
- La canzone di Brian, regia Buzz Kulik (1971)
- Quella sporca ultima meta, regia di Robert Aldrich (1974)
- Il paradiso può attendere, regia di Warren Beatty (1978)
- Lo chiamavano Bulldozer, regia di Michele Lupo (1978)
- I mastini del Dallas, regia di Ted Kotcheff (1979)
- Il ribelle, regia di Michael Chapman (1983)
- Tempi migliori, regia di Roger Spottiswoode (1986)
- Un amore, una vita, regia di Taylor Hackford (1988)
- La grande promessa (1988)
- Campioni di guai, regia di Stan Dragoti (1991)
- L'ultimo boy scout, regia di Tony Scott (1991)
- The Program, regia di David S. Ward (1993)
- Rudy - Il successo di un sogno (Rudy), regia di David Anspaugh (1993)
- Piccoli campioni (Little Giants), regia di Duwayne Dunham (1994)
- Jerry Maguire, regia di Cameron Crowe (1996)
- Waterboy, regia di Frank Coraci (1998)
- Ogni maledetta domenica (Any Given Sunday), regia di Oliver Stone (1999)
- Varsity Blues, regia di Brian Robbins (1999)
- Le riserve (The Replacements), regia Howard Deutch (2000)
- Il sapore della vittoria - Uniti si vince, regia di Boaz Yakin (2000)
- The Slaughter Rule (Radio), regia di Alex Smith e Andrew J. Smith (2002)
- Mi chiamano Radio, regia di Michael Tollin (2003)
- Friday Night Lights, regia di Peter Berg (2004)
- L'altra sporca ultima meta, regia di Peter Segal (2005)
- Affrontando i giganti, (2006)
- La gang di Gridiron (Gridiron Gang), regia di Phil Joanou (2006)
- We Are Marshall, regia di McG (2006)
- Imbattibile (Invincible), (2006)
- In amore niente regole, regia di George Clooney (2008)
- The Express, regia di Gary Fleder (2008)
- Una squadra molto speciale (The Longshots), regia di Fred Durst (2008)
- The Blind Side, regia di John Lee Hancock (2009)
- Draft Day, regia di Ivan Reitman (2014)
- Il tempo di vincere (When the Game Stands Tall), regia di Thomas Carter (2014)
- Four falls of Buffalo (2015)
- My all american, regia di Angelo Pizzo (2015)
- Zona d'ombra (Concussion), regia di Peter Landesman (2015)
- Safety: sempre al tuo fianco (Safety), regia di Reginald Hudlin (2020)
- Colin in bianco e nero (Colin in Black & White) (2021)

## Ginnastica artistica
- Nadia - The movie (Nadia), (1984)
- Sogno americano (American Anthem), (1986)
- La piccola campionessa (1991)
- Per un posto sul podio (Little Girls in Pretty Boxes), regia di Christopher Leitch (1997)
- Per un corpo perfetto (Perfect Body), regia di Douglas Barr (1997)
- La forza del campione (2006)
- Stick It - Sfida e conquista (Stick it), regia di Jessica Bendinger (2006)

## Golf
- Ben Hogan - Follow The Sun (Follow The Sun), regia di Sidney Lanfield (1951)
- Palla da golf (Caddyshack), regia di Harold Ramis (1980)
- Due palle in buca (Caddyshack II), regia di Allan Arkush (1988)
- Tin Cup (1996), regia di Ron Shelton
- Un tipo imprevedibile (Happy Gillmore) (1996), regia di Dennis Dugan
- Miracolo alla 17ª buca (1999), regia di Michael Switzer
- La leggenda di Bagger Vance (2000) regia di Robert Redford
- A Gentleman's Game (2001), regia di J. Mills Goodloe
- Bobby Jones - Genio del golf (Bobby Jones: Stroke of Genius) (2004), regia di Rowdy Herrington
- Il più bel gioco della mia vita (The Greatest Game Ever Played) (2005), regia di Bill Paxton
- Un'allenatrice speciale (From the Rough), regia di Pierre Bagley (2013)

## Hockey su ghiaccio
- Colpo secco, regia di George Roy Hill (1977)
- Spalle larghe, regia di Peter Markle (1986)
- Stoffa da campioni, regia di Stephen Herek (1992)
- Piccoli grandi eroi, regia di Sam Weisman (1994)
- Ducks - Una squadra a tutto ghiaccio, regia di Robert Lieberman (1996)
- Mistery, Alaska, regia di Jay Roach (1999)
- Miracle, regia di Gavin O'Connor (2004)
- Goon, regia di Michael Dowse (2011)
- Skating to New York, regia di Charles Minsky (2013)

## Judo
- Throw Down, regia di Johnnie To (2004)

## Karate
- Per vincere domani - The Karate Kid (The Karate Kid), regia di John G. Avildsen (1984)
- Karate Kid II - La storia continua..., regia di John G. Avildsen (1986)
- Karate Kid III - La sfida finale, regia di John G. Avildsen (1989)
- Karate Kid 4, regia di Christopher Cain (1994)
- Fighter in the Wind (2004)
- The Karate Kid - La leggenda continua, regia di Harald Zwart (2010)

## Lacrosse
- A Warrior's Heart, regia di Michael F. Sears (2011)
- Crooked Arrows, regia di Steve Rash (2012)

## Nuoto
- Alex, regia di Megan Simpson Huberman (1993)
- Sarahsarà, regia di Renzo Martinelli (1994)
- Una bracciata per la vittoria (Swimming Upstream), regia di Russell Mulcahy (2003)
- Agua, regia di Verónica Chen (2006)
- Pride, regia di Sunu Gonera (2007)
- Come un delfino, regia di Stefano Reali (2011)

## Nuoto per salvamento
- Drown, regia di Dean Francis (2015)

## Nuoto sincronizzato
- Water Boys (Wōtā Bōizu), regia di Shinobu Yaguchi (2002)
- Naissance des pieuvres, regia di Céline Sciamma (2007)
- Cloro, regia di Lamberto Sanfelice (2015)
- 7 uomini a mollo (Le Grand Bain), regia di Gilles Lellouche (2018)

## Pallacanestro
- In punta di piedi, regia di Joshua Logan (1960)
- I sentieri della rabbia (Halls of Anger), regia di Paul Bogart (1970)
- Yellow 33, regia di Jack Nicholson (1971)
- Amici per la pelle (Shirts/Skins), regia di William Graham (1973)
- Sistemo l'America e torno, regia di Nanni Loy (1974)
- Timeout (1978)
- Basket Music (The Fish That Saved Pittsburgh), regia di Gilbert Moses (1979)
- Voglia di vincere (Teen Wolf), regia di Rod Daniel (1985)
- Colpo vincente (Hoosiers), regia di David Anspaugh (1986)
- Voglia di vincere 2 (Teen Wolf Too), regia di Christopher Leitch (1987)
- Chi non salta bianco è, regia di Ron Shelton (1992)
- Gioco di squadra (o: An American Citizen - Gioco di squadra) (An American Citizen), regia di Eitan Green (1992)
- Che aria tira lassù? (The Air Up There), regia di Paul Michael Glaser (1993)
- Above the Rim, regia di Jeff Pollack (1994)
- Blue Chips - Basta vincere, regia di William Friedkin (1994)
- Hoop Dreams, regia di Steve James (1994)
- Forget Paris, regia di Billy Crystal (1995)
- Ritorno dal nulla (The Basketball Diaries), regia di Scott Kalvert (1995)
- L'allenatrice (Sunset Park), regia di Steve Gomer (1996)
- Celtic Pride - Rapimento per sport, regia di Tom DeCerchio (1996)
- Eddie - Un'allenatrice fuori di testa, regia di Steve Rash (1996)
- Più in alto di tutti (Rebound), regia di Eriq La Salle (1996)
- Space Jam, regia di Joe Pytka (1996)
- Un canestro per due, regia di Randall Miller (1997)
- He Got Game, regia di Spike Lee (1998)
- My Giant, regia di Michael Lehmann (1998)
- Il prezzo del successo –La storia di Dennis Rodman, regia di Jean de Segonzac (1998)
- Due gemelle e un pallone (Double Teamed), regia di Duwayne Dunham (2002)
- Juwanna Mann, regia di Jesse Vaughan (2002)
- Il sogno di Calvin, regia di John Schultz (2002)
- Miracolo a tutto campo (Full-Court Miracle), regia di Stuart Gillard (2003)
- Coach Carter, regia di Thomas Carter (2005)
- Un allenatore in palla, regia di Steve Carr (2005)
- Crossover, regia di Preston A. Whitmore II (2006)
- Glory Road, regia di James Gartner (2006)
- Kung Fu Dunk, regia di Zhu Yanping (2008)
- Shaolin Basket, regia di Chu Yin-Ping (2008)
- Once Brothers, regia di Michael Tolajian (2010)
- Rimbalzi d'amore, regia di Sanaa Hamri (2010)
- The fab 5 (2011)
- Thunderstruck - Un talento fulminante (Thunderstruck), regia di John Whitesell (2012)
- One in a billion, regia di Roman Gackowski (2016)
- Amateur, regia di Ryan Koo (2018)
- Non ci resta che vincere (Campeones), regia di Javier Fesser
- Uncle Drew, regia di Charles Stone III (2018)
- The dominican dream, regia di Jonathan Hock (2019)
- The Last Dance (2020)
- Tornare a vincere (The way back), regia di Gavin O’ Connor (2020)
- La Familia (2021)
- Last Chance U: Basketball (2021)
- Space Jam: New Legends (Space Jam: A New Legacy), regia di Malcolm D. Lee (2021)
- Hustle, regia di Jeremiah Zagar (2022)
- Rise - La vera storia di Antetokounpo, regia di Akin Omotoso (2022)
- Winning Time, l’ascesa della dinastia dei Lakers (Winning Time: The Rise of the Lakers Dynasty) (2022)
- Air - La storia del grande salto (Air), regia di Ben Affleck (2023)

## Pallamano
- Machan - La vera storia di una falsa squadra, regia di Uberto Pasolini (2008)

## Pallanuoto
- Palombella rossa, regia di Nanni Moretti (1989)
- Children of Glory, regia di Krisztina Goda (2006)

## Pallavolo
- The Iron Ladies (Satree lek), regia di Yongyooth Thongkongthoon (2000)
- The Iron Ladies 2: Before and After (Satree lek 2), regia di Yongyooth Thongkongthoon (2003)
- All You've Got - Unite per la vittoria (All You've Got), regia di Neema Barnette (2006)

## Paracadutismo
- Flight of the Dream Team, regia di Guy Manos (1988)
- Omicidio nel vuoto, regia di John Badham (1994)
- Cutaway, regia di Guy Manos (2000)

## Pattinaggio artistico
- Vincere insieme (The Cutting Edge), regia di Paul Michael Glaser (1992)
- Oksana la piccola campionessa (A Promise Kept: The Oksana Baiul Story), regia di Charles Jarrott (1994)
- Tutta colpa di un angelo (Ice Angel), regia di George Erschbamer (2000)
- Ice Princess - Un sogno sul ghiaccio (Ice Princess), regia di Tim Fywell (2005)
- Go Figure - Grinta sui pattini (Go Figure), regia di Francine McDougall (2005)
- In due per la vittoria (The Cutting Edge: Going for the Gold), regia di Sean McNamara (2006)
- Blades of Glory - Due pattini per la gloria (Blades of Glory), regia di Will Speck e Josh Gordon (2007)
- Inseguendo la vittoria (The Cutting Edge 3: Chasing the Dream), regia di Stuart Gillard (2008)
- Kiss and Cry, regia di Sean Cisterna (2017)
- Tonya (I, Tonya), regia di Craig Gillespie (2017)

## Pattinaggio a rotelle
- Rollerblades, sulle ali del vento, regia di Rob Bowman (1993)
- Whip It, regia di Drew Barrymore (2009)

## Pugilato
- Io e la boxe, regia di Buster Keaton (1926)
- Vinci per me!, regia di Alfred Hitchcock (1927)
- Il campione, regia di King Vidor (1931)
- Two-Fisted, (1935)
- Pugno di ferro, regia di John G. Blystone (1936)
- L'uomo di bronzo, regia di Michael Curtiz (1937)
- Passione, regia di Rouben Mamoulian (1939)
- Il sentiero della gloria, regia di Raoul Walsh (1942)
- Il campione, regia di Carlo Borghesio (1943)
- Il gigante di Boston, regia di Frank Tuttle (1945)
- Anima e corpo, regia di Robert Rossen (1947)
- Pugno di ferro, regia di Roy Rowland (1947)
- Il grande campione, (1949)
- Stasera ho vinto anch'io, regia di Robert Wise (1949)
- Day of the Fight, regia di Stanley Kubrick (1951)
- L’uomo di ferro, (1951)
- Furia e passione, (1952)
- Era lei che lo voleva!, (1953)
- The Joe Louis Story, (1953)
- Fronte del porto, regia di Elia Kazan (1954)
- Il bacio dell'assassino, regia di Stanley Kubrick (1955)
- Il colosso d'argilla (The Harder They Fall), regia di Mark Robson (1956)
- Lassù qualcuno mi ama (Somebody Up There Likes Me), regia di Robert Wise (1956)
- Una faccia piena di pugni (1962)
- Pugno proibito (Kid Galahad), regia di Phil Karlson (1962)
- Per salire più in basso, regia di Martin Ritt (1970)
- Città amara - Fat city, regia di John Huston (1972)
- L'eroe della strada, regia di Walter Hill (1975)
- Rocky, regia di John G. Avildsen (1976)
- Io sono il più grande, regia di Tom Gries (1977)
- Rocky II, regia di Sylvester Stallone (1979)
- Ma che sei tutta matta? (1979)
- The Prize Fighter (1979)
- Il campione (The Champ), regia di Franco Zeffirelli (1979)
- Toro scatenato, regia di Martin Scorsese (1980)
- Rocky III, regia di Sylvester Stallone (1982)
- Bomber, regia di Michele Lupo (1982)
- Rocky IV, regia di Sylvester Stallone (1985)
- Boxe (1988)
- Homeboy, regia di Michael Seresin (1988)
- Mafia kid, regia di Paul Morrissey (1988)
- Rocky V, regia di John G. Avildsen (1990)
- Tyson, regia di Uli Edel (1995)
- Pugili, regia di Lino Capolicchio (1995)
- Tokyo Fist, regia di Shinya Tsukamoto (1995)
- La grande promessa, regia di Reginald Hudlin (1996)
- Quando eravamo re, regia di Leon Gast (1997)
- Ventiquattro sette, regia di Shane Meadows (1997)
- The Boxer, regia di Jim Sheridan (1997)
- Incontriamoci a Las Vegas, regia di Ron Shelton (1999)
- Hurricane - Il grido dell'innocenza, regia di Norman Jewison (1999)
- Girlfight, regia di Michelle Rodriguez (2000)
- Pesi leggeri, (2001)
- La rentrée, regia di Franco Angeli (2001)
- Alì, regia di Michael Mann (2001)
- Undisputed, regia di Walter Hill (2002)
- Champion (2002)
- Beautyful Boxer (บิวตี้ฟูล บ๊อกเซอร์), regia di Ekachai Uekrongtham (2003)
- Million Dollar Baby, regia di Clint Eastwood (2004)
- Against the Ropes, regia di Charles S. Dutton (2004)
- Black Cloud (2004)
- The Calcium Kid, regia di Alex De Rakoff (2004)
- Unforgivable Blackness: The Rise and Fall of Jack Johnson, documentario (2004)
- Cinderella Man - Una ragione per lottare, regia di Ron Howard (2005)
- Annapolis, regia di Justin Li (2006)
- Rocky Balboa, regia di Sylvester Stallone (2006)
- Jump In!, regia di Paul Hoen (2007)
- La rivincita del campione (Resurrecting the Champ) , regia di Rod Lurie (2007)
- Carnera - The Walking Mountain, regia di Renzo Martinelli (2008)
- The Fighter, regia di David O. Russell (2010)
- Real Steel, regia di Shawn Levy (2011)
- Il grande match, regia di Peter Segal (2013)
- Southpaw - L'ultima sfida, regia di Antoine Fuqua (2015)
- Creed - Nato per combattere, regia di Ryan Coogler (2015)
- Creed II, regia di Steven Caple Jr. (2018)
- 42 to 1, regia di Jeremy Schaap (2018)
- Upside Down, regia di Luca Tornatore
- Ghiaccio, regia di Fabrizio Moro e Alessio De Leonardis (2022)
- Creed III, regia di Michael B. Jordan (2023)

## Rugby
- Io sono un campione, regia di Lindsay Anderson (1963) (sul rugby a 13)
- Asini, regia di Antonello Grimaldi (1999)
- Forever Strong, regia di Ryan LIttle (2008)
- Invictus - L'invincibile, regia di Clint Eastwood (2009)
- Il terzo tempo, regia di Enrico Maria Artale (2013)

## Scherma
- Sfida d'onore (By the sword), regia di Jeremy Kagan (1991)
- Il maestro di scherma, regia di Pedro Olea (1992)
- Apnea, regia di Roberto Dordit (2005)
- Miekkailija, regia di Klaus Härö (2015)

## Skateboard
- Thrashing - Corsa al massacro, regia di David Winters (1986)
- California Skate, regia di Graeme Clifford (1989)
- Dogtown and Z-Boys, regia di Stacy Peralta (2001)
- Lords of Dogtown, regia di Catherine Hardwicke (2005)

## Sport invernali
- Sapore di hamburger, regia di Savage Steve Holland (1985)
- Cool Runnings - Quattro sottozero (Cool Runnings), regia di Jon Turteltaub (1993)
- Johnny Tsunami, regia di Steve Boyum (1999)
- Snowboarder, regia di Olias Barco (2003)
- Eddie the Eagle - Il coraggio della follia (Eddie the Eagle), regia di Dexter Fletcher (2016)

## Surf
- Un mercoledì da leoni, regia di John Milius (1978)
- North Shore, regia di William Phelps (1987)
- Point Break - Punto di rottura, regia di Kathryn Bigelow (1991)
- Il silenzio sul mare, regia di Takeshi Kitano (1991)
- Johnny Tsunami, regia di Steve Boyum (1999)
- Blue Crush, regia di John Stockwell (2002)
- Riding Giants, regia di Stacy Peralta (2004)
- Surf's Up - I re delle onde, regia di Ash Brannon e Chris Buck (2007)
- Soul Surfer (Soul Surfer), regia di Sean McNamara (2011)
- Drift - Cavalca l'onda (Drift), regia di Morgan O'Neill, Ben Nott (2013)
- Point Break, regia di Ericson Core (2015)

## Tennis
- L’ultimo gioco, regia di Anthony Harvey (1979)
- Wimbledon, regia di Richard Loncraine (2004)
- Match Point, regia Woody Allen (2005)
- Borg McEnroe, regia Janus Metz (2017)
- La battaglia dei sessi (Battle of the Sexes), regia di Jonathan Dayton e Valerie Faris (2017)
- Il quinto set, regia di Quentin Reynaud (2021)

## Tennistavolo
- Ping Pong, regia di Sori Fumihiko (2002)
- Balls of Fury, regia di Robert Ben Garant (2007)
- As One, regia di Moon Hyun-sung (2012)

## Tuffi
- Breaking the surface: the Greg Louganis story, regia di Steven Hilliard Stern (1997)

## Vela
- Wind - Più forte del vento (Wind), regia di Carroll Ballard (1992)

## Sport immaginari
- Rollerball, regia di Norman Jewison (1975)
- Baseketball, regia di David Zucker (1998)
- Rollerball, regia di John McTiernan (2002)
- Ski Jump Pairs - Road To Torino, regia di Riichiro Mashima (2006)